# Gana nos Jogos Olímpicos de Verão de 2004
Gana competiu nos Jogos Olímpicos de Verão de 2004, em Atenas, na Grécia.

## Desempenho

### Atletismo
Masculino
| Atletas             | Evento     | Preliminar | Preliminar | Quartas     | Quartas     | Semifinal   | Semifinal   | Final       | Final       |
| Atletas             | Evento     | Marca      | Posição    | Marca       | Posição     | Marca       | Posição     | Marca       | Posição     |
| ------------------- | ---------- | ---------- | ---------- | ----------- | ----------- | ----------- | ----------- | ----------- | ----------- |
| Eric Nkansah        | 100 metros | 10s54      | 53º        | Não avançou | Não avançou | Não avançou | Não avançou | Não avançou | Não avançou |
| Aziz Zakari         | 100 metros | 10s19      | 14º        | 10s02       | 6º          | 10s11       | 7º          | DNF         | 8º          |
| Leonard Myles-Mills | 100 metros | 10s21      | 16º        | 10s18       | 16º         | 10s22       | 9º          | Não avançou | Não avançou |